# موريس بيرين (طبيب)
موريس بيرين (بالفرنسية: Maurice Perrin)‏ هو طبيب فرنسي، ولد في 21 مايو 1875 في Rambervillers ‏ في فرنسا، وتوفي في 18 أكتوبر 1956 في نانسي في فرنسا.